# Eduard Sachau
Carl Eduard Sachau (født20. juli 1845 i Neumünster, død 17. september 1930 i Berlin) var en tysk orientalist.
Sachau studerede i Kiel og Leipzig klassiske og østerlandske sprog. Han gennemgik på en rejse 1867—69 de østerlandske håndskriftsamlinger i Berlin, London og Oxford, udgav 1867 Dschawâlîhîs Almuarrab og 1869 Theodori Mopsuesteni Fragm. Syriaca, blev samme år ekstraordinær og 1872 ordentlig professor i semitiske sprog ved universitetet i Wien og samme år medlem af Akademie der Wissenschaften i Wien. 1876 kaldtes Sachau til Berlin som ordentlig professor og blev 1887 tillige direktør for det i Berlin dengang nylig grundede seminar for østerlandske sprog og samtidig medlem af Videnskabernes Akademi i Berlin. Sachau var æresmedlem af Royal Asiatic Society og andre akademier.
1870 udgav han Inedita Syriaca og 1876—78 Chronologie orientalischer Völker von Albiruni (engelsk udgave 1879: Chronology of Ancient Nations). 1879—80 berejste han Syrien, Mesopotamien, Kurdistan og Arabien (beskrevet i Reise in Syrien und Mesopotamien, 1883), udgav 1881 Ueber die Lage von Tigranocerta, 1889 Arabische Volkslieder aus Mesopotamien, 1895 Skizze des Fellichi-Dialekt von Mosul, 1896 Ueber die Poesie in der Volkssprache der Nestorianer. Sachau har fremdeles udgivet Syrisch-römisches Rechtsbuch aus dem 5. Jahrhundert (udgivet med Bruns 1880) og Syrische Rechtsbüche (1907—14); endvidere den arabisk tekst til hovedkilden til Indiens historie i middelalderen Alberunis India (1887) og 1888 en engelsk oversættelse deraf i 2 bind. I Oxford udgav han 1889 med Hermann Ethé: Catalogue of the Persian, Turkish, Hindûstâni and Pushtû Manuscripts I og så videre.